# Каракольський сільський округ (Урджарський район)
Карако́льський сільський округ (каз. Қаракөл ауылдық округі, рос. Каракольский сельский округ) — адміністративна одиниця у складі Урджарського району Абайської області Казахстану. Адміністративний центр — село Каракол.
Населення — 2079 осіб (2021; 2475 у 2009, 3470 у 1999, 4593 у 1989).
Станом на 1989 рік існувала Каракольська сільська рада (села Абеу, Акіїн, Каракол, Саритерек, селище Сагат) колишнього Таскескенського району. Села Саритерек та Ферма 3 було ліквідовано 2019 року.

## Склад
До складу округу входять такі населені пункти:
| Населений пункт    | Старі назви         | Населення, осіб (1989) | Населення, осіб (1999) | Населення, осіб (2009) | Населення, осіб (2021) |
| ------------------ | ------------------- | ---------------------- | ---------------------- | ---------------------- | ---------------------- |
| Абеу, село         | -                   | 294                    | 104                    | -                      | -                      |
| Каракол, село      | -                   | 3063                   | 1569                   | 1160                   | 1695                   |
| --Ферма 3, село    | -                   | -                      | 922                    | 581                    | -                      |
| Сагат, село        | -                   | 345                    | 355                    | 384                    | 328                    |
| Саритерек, село    | -                   | 396                    | 212                    | 149                    | -                      |
| Ферма 1 Абай, село | Акіїн, Ферма-1 Абай | 495                    | 308                    | 201                    | 56                     |